# Olaf van Rosenborg
Olaf Christiaan Karel Axel van Denemarken (Kopenhagen, 10 maart 1923 - aldaar, 19 december 1990) was een Deense prins uit het Huis Sleeswijk-Holstein-Sonderburg-Glücksburg.
Hij was het jongste kind van prins Harald van Denemarken en prinses Helene Adelheid van Sleeswijk-Holstein-Sonderburg-Glücksburg en alzo een kleinzoon van de Deense koning Frederik VIII.
Prins Olaf deed in 1948 afstand van zijn rechten op de Deense troon en ging sindsdien door het leven als graaf van Rosenborg. Hij trouwde datzelfde jaar morganatisch met Dorrit Puggard-Müller (1926-2013). Zij kregen twee kinderen:
- Ulrik (1950)
- Charlotte (1953)

Het paar scheidde in 1977. In 1982 hertrouwde graaf Olaf met Lis Wulff-Juergensen. Dit huwelijk bleef kinderloos en liep al na een jaar uit op een scheiding.